# La Patina
la Patina és un mas a mig camí dels nuclis de Sobremunt i d'Olost (Osona) catalogat a l'Inventari del Patrimoni Arquitectònic de Catalunya.
La masia és un edifici de planta rectangular i teulat a doble vessant amb el carener paral·lel a la façana principal. Té planta i un pis, i la distribució de les obertures a la façana és irregular.
Les llindes són de fusta o bé han estat reconstruïdes amb ciment. A la façana lateral hi ha adossada una teulada que si bé en un principi podria haver estat un paller o pallissa, actualment és un garatge.
El paller és una construcció formada per dos cossos de planta rectangular situats en escala, amb un teulat afegit de nova construcció aprofitant el graó en planta de les dues construccions. La pallissa pròpiament dita és un edifici de tres murs i una gran obertura lateral amb una pilastra central, i el teulat a doble vessant lateral a aquesta façana oberta. L'altre construcció, també usada com a paller o com a cort, avui en desús, té un sol pis.